# Чемпионат Санкт-Петербурга по футболу 1910
Чемпионат Санкт-Петербурга по футболу 1910 стал Х первенством города, проведенным Санкт-Петербургской футбол-лигой.
Победителем и обладателем кубка Аспдена в третий раз подряд стал клуб «Спорт».

## Организация и проведение турнира
Накануне очередного осеннего первенства в русской Лиге остались всего 9 клубов: «Интернационал» распался накануне осеннего первенства, просуществовав чуть более года, «Северный банк» был весной исключён за невыполнение протокольных требований (несвоевременная подача заявок игроков, непосещение собраний лиги и др.) — позднее ходатайствами своих покровителей он был восстановлен в числе членов Лиги, но осеннюю часть сезона всё же пропустил.
Предпринимавшиеся Лигой с весны попытки найти консенсус с отколовшимися «британскими» клубами успехом не увенчались — британцы отказались идти на компромисс и создали к осеннему сезону свою лигу — «Российское общество футболистов-любителей» (РОФЛ), которая поначалу претендовала на общероссийский статус и своей целью ставила не менее, чем вступление в ФИФА от имени Российской империи. Эти действия британцев в конечном итоге положительно повлияли на развитие отечественного футбола — они стимулировали активизацию усилий российских спортивных деятелей (в первую очередь, Г.Дюперрона) и практически форсировали создание Всероссийского футбольного союза и его международное признание. Важным шагом в этом направлении стала организация осенью 1910 г. первого в истории масштабного турне по России сильной команды европейского уровня — пражской команды «Коринтианс».
Тем не менее, наличие конкурирующей лиги с клубами высокого уровня привело к неизбежному оттоку в её направлении сначала зрительского интереса, а позднее и футболистов (и целых клубов), и со всей очевидностью поставило руководство Лиги перед необходимостью решения затянувшегося кризиса, истощавшего обе стороны.
В этом сезоне в чемпионате ПФЛ участвовали 9 клубов, разделённые на классы «А» и «Б», выступавшие тремя командами. Всего на шести соревновательных уровнях сыграли 27 команд и 412 футболистов, которые провели 102 матча.
В соревновании среди первых команд класса «А» участвовали пять клубов, которые по «круговой системе» в два круга (на своем и на чужом полях) определяли обладателя кубка Аспдена
- «Спорт»
- «Надежда»
- «Меркур»
- «Удельная»
- «Коломяги» — допущены вместо распавшегося «Интернационала»

## Ход турнира
Турнир стартовал 8 августа. Первые матчи очень мощно провела «Надежда», выигравшая три из четырёх встреч первого круга и разгромившая на своем поле 7:0 чемпионов, испытывавших в начале турнира кадровые проблемы и явившихся на этот матч в составе всего семи человек. Однако досадная ошибка руководства клуба, не внесшего в заявочный лист одного из игроков, обернула обе стартовые победы в поражения и отбросила «Надежду» в разряд аутсайдеров — деморализованная команда проиграла все оставшиеся встречи, в том числе и ответный матч со «Спортом», в котором чемпион сполна воздал удельнинцам за унижение в первом круге — 14:1. Две другие победы с крупным счётом над основными конкурентами — «Коломягами» и «Меркуром» — восстановили статус-кво и обеспечили «Спорту» третий кряду досрочный титул.
Проведённый в сентябре — начале октября ряд междугородних и международных встреч полностью сломал недостаточно предусмотрительно составленный календарь и привёл к переносам двух туров на вторую половину октября (в это время в Петербурге уже ударили морозы и выпал снег). Проведя 17 октября в сложнейших условиях один перенесённый тур, другой команды проводить не стали, лишь „обозначив“ его результаты формальными отказами от игр. Не удалось провести и запланированный традиционный выставочный матч победителя со сборной по итогам сезона.

### Турнирная таблица
| № | Команды    | 1        | 2       | 3       | 4       | 5         | В | Н | П | М       | О      |
| - | ---------- | -------- | ------- | ------- | ------- | --------- | - | - | - | ------- | ------ |
|   | «Спорт»    |          | 7:2 2:2 | +:- 2:2 | 7:2 4:1 | 14:1 0:7ˑ | 5 | 2 | 1 | 36 — 17 | 14(+2) |
|   | «Коломяги» | 2:2 2:7  |         | 2:0 0:3 | 2:1 3:1 | 2:2 3:2   | 4 | 2 | 2 | 16 — 18 | 10     |
|   | «Удельная» | 2:2 -:+  | 3:0 0:2 |         | 2:6 3:3 | 2:1 1:5ˑ  | 2 | 2 | 4 | 13 — 19 | 8(+2)  |
| 4 | «Меркур»   | 1:4 2:7  | 1:3 1:2 | 3:3 6:2 |         | +:- 1:2   | 2 | 1 | 5 | 15 — 23 | 5      |
| 5 | «Надежда»  | 7:0 1:14 | 2:3 2:2 | 5:1 1:2 | 2:1 -:+ |           | 3 | 1 | 4 | 20 — 23 | 3(-4)  |

Команде «Надежда» за участие незаявленного игрока в двух выигранных играх с командами «Спорт» и «Коломяги» засчитаны поражения с сохранением забитых и пропущенных мячей у всех команд.

### Матчи
| 8 авг | «Коломяги» | 2:2     | «Спорт» | Поле «Коломяг» |
| |            | (отчёт) |         |                |
| «Коломяги»: Шюман - Крамерс, В.Марков - И.БобковI, В.КораблёвI, Войцеховский - С.БобковII, П.КораблёвII, Н.Соловьёв, А.ФилипповI, С.ФилипповII «Спорт»: Нагорский - Курзнер, И.Попов - А.Калинин, Н.Никитин, Кушель - И.Егоров, Прянишников, Г.Никитин, П.Сорокин, Хмелевский |            |         |         |                |

| 8 авг | «Удельная» | 1:5 | «Надежда» | Поле «Надежды» |

| 15 авг                                                                          | «Спорт» | 0:7     | «Надежда» | Поле «Надежды» |
|                                                                                 |         | (отчёт) |           |                |
| «Спорт»: Нагорский - Курзнер, И.Попов - Кушель - И.Егоров, Г.Никитин, П.Сорокин |         |         |           |                |

| 15 авг | «Коломяги» | 2:1     | «Меркур» | Поле «Коломяг» |
| |            | (отчёт) |          |                |
| «Коломяги»: Шюман - Крамерс, В.Марков - В.КораблёвI, Войцеховский, П.КораблёвII - С.БобковII, Манжо, Н.Соловьёв, А.ФилипповI, С.ФилипповII «Меркур»: Коробицын - Пранг, Я.БелобородовI - Дворецков, Северов, Власенко - Жуков, Курганов, А.БелобородовII, Данкер, М.Соловьёв |            |         |          |                |

| 22 авг | «Надежда» | 2:1 | «Меркур» | Поле «Надежды» |

| 22 авг | «Удельная» | 2:2     | «Спорт» | Поле «Удельной» |
| |            | (отчёт) |         |                 |
| «Удельная»: Е.Детлов - П.Соколов, Латонин - Сазонов, Хромов, Куропаткин - Цагин, В.Бутусов, Зубков, В.Белоусов, А.ИвановI «Спорт»: Нагорский - Курзнер, А.Штиглиц - Увёрский, Кожевников, Машковцев - И.Егоров, П.Сорокин, Г.Никитин, Удальцов, Г.ЕвангуловIII |            |         |         |                 |

| 29 авг | «Коломяги» | 2:2     | «Надежда» | Поле «Коломяг» |
| |            | (отчёт) |           |                |
| «Коломяги»: Шюман - В.КораблёвI, В.Марков - Н.Соловьёв, Войцеховский, Б.БобковIII - С.БобковII, Манжо, А.ФилипповI, К.Прокофьев, С.ФилипповII «Надежда»: Коробицын - Пранг, Я.БелобородовI - Дворецков, Северов, Власенко - Жуков, Курганов, А.БелобородовII, Данкер, М.Соловьёв |            |         |           |                |

| 29 авг | «Меркур» | 6:2 | «Удельная» | Поле «Удельной» |

| 5 сен | «Коломяги» | 2:0     | «Удельная» | Поле «Коломяг» |
| |            | (отчёт) |            |                |
| «Коломяги»: Шюман - Крамерс, В.Марков - В.КораблёвI, Войцеховский, Б.БобковIII - П.КораблёвII, Н.Соловьёв, А.ФилипповI, К.Прокофьев, С.ФилипповII «Удельная»: Е.Детлов - П.Соколов, Латонин - Комаров, Хромов, М.Павлов - Н.Николаев, В.ЛуговскойII, Н.ЛуговскойI, В.Белоусов, Кон.Бутусов |            |         |            |                |

| 5 сен | «Спорт» | 4:1     | «Меркур» | Поле «Меркура» |
| |         | (отчёт) |          |                |
| «Спорт»: Нагорский - Курзнер, А.Штиглиц - Увёрский, Кожевников, Кушель - И.Егоров, П.Сорокин, Е.Лапшин, Г.Никитин, Удальцов «Меркур»: Коробицын - Пранг, Я.БелобородовI - Кривдин, Северов, Власенко - Жуков, Казаков, А.БелобородовII, Данкер, М.Соловьёв |         |         |          |                |

| 8 сен | «Спорт» | 7:2     | «Коломяги» | Поле «Спорта» |
| |         | (отчёт) |            |               |
| «Спорт»: Нагорский - Курзнер, А.Штиглиц - Увёрский, Кожевников, Кушель - И.Егоров, П.Сорокин, Е.Лапшин, Г.Никитин, Удальцов «Коломяги»: Шюман - Крамерс, В.Марков - В.КораблёвI, Войцеховский, Б.БобковIII - П.КораблёвII, Н.Соловьёв, А.ФилипповI, К.Прокофьев, С.ФилипповII |         |         |            |               |

| 8 сен | «Удельная» | 2:1 | «Надежда» | Поле «Удельной» |

| 19 сен | «Спорт» | 14:1 | «Надежда» | Поле «Спорта» |

| 19 сен | «Коломяги» | 3:1 | «Меркур» | Поле «Меркура» |

| 10 окт | «Коломяги» | 3:2 | «Надежда» | Поле «Надежды» |

| 10 окт | «Меркур» | 3:3 | «Удельная» | Поле «Меркура» |

| 17 окт | «Удельная» | 3:0 | «Коломяги» | Поле «Удельной» |
| «Удельная»: Шюман - Крамерс, В.Марков - В.КораблёвI, Войцеховский, Б.БобковIII - П.КораблёвII, Н.Соловьёв, А.ФилипповI, К.Прокофьев, С.ФилипповII «Коломяги»: Е.Детлов - П.Соколов, Латонин - Комаров, Хромов, М.Павлов - Н.Николаев, В.ЛуговскойII, Н.ЛуговскойI, В.Белоусов, К.Бутусов |            |     |            |                 |

| 17 окт | «Спорт» | 7:2 | «Меркур» | Поле «Спорта» |

| 24 окт | «Меркур» | +:- | «Надежда» | Поле «Меркура» |

| 24 окт | «Спорт» | +:- | «Удельная» | Поле «Спорта» |

## Минорные уровни

### Класс «Б»
Победитель — «Нарва» (на будущий сезон переход в класс «А»)
2.«Павловск» 3.«Петровский» 4.«Триумф»

### Класс «А» (II команды)
Победитель — «Спорт»II
2.«Меркур»II 3.«Удельная»II 4.«Коломяги»II 5.«Надежда»II

### Класс «Б» (II команды)
Победитель — «Нарва»II
2.«Петровский»II 3.«Павловск»II 4.«Триумф»II

### Классы «А» (III команды)
Победитель — «Коломяги»III
2.«Меркур»III 3.«Надежда»III 4.«Спорт»III 5.«Удельная»III

### Классы «Б» (III команды)
Победитель — «Нарва»III 

## Чемпионат РОФЛ (Английская лига)
В 1910 году Г.В. Хартли (в Петербурге его называли Гартли) отказывается от должности председателя, и во главе «русской» Лиги становится председатель «Коломяг» В.Л. Гомилиус. Лига ищет примирения с англичанами и снимает свой запрет проводить матчи с «беглецами». Но англичане не спешат возвращаться, все еще не забывая обиду. Но при этом, английские клубы начинают менять свое отношение к «русской» Лиге. Этому в немалой степени способствовала общеполитическая тенденция сближения России с Великобританией.
Посол Великобритании А. Никольсон учреждает для своих соотечественников Кубок, названный в его честь. В первенстве помимо трех старых команд, добавился еще один клуб, образованный на Малой Охте «футбол-клуб Оккервиль». Образовал его банковский служащий Е.Ф. Шнейдер, и состоял он почти полностью из русских футболистов. Дебют «Оккервиля» был просто удивителен: победы над «Викторией» (6:2), «Невой» (4:1) и ничьи с «Невским» (1:1) и «Викторией» (2:2). Но закончить соревнование охтинские футболисты не сумели, так как, из-за недовольства судейством в ответной игре с «Невским» (1:9), они снимаются с розыгрыша, а Кубок достался их обидчикам.

### Турнирная таблица
Счет ряда матчей неизвестен, турнирная таблица приведена без учета этих игр.
|   | Клуб        | И | В | Н | П | Мячи  | О |
| - | ----------- | - | - | - | - | ----- | - |
| 1 | «Невский»   | 4 | 2 | 1 | 1 | 16-9  | 5 |
| 2 | «Оккервиль» | 4 | 2 | 1 | 1 | 12-13 | 5 |
| 3 | «Виктория»  | 4 | 2 | 0 | 2 | 20-12 | 4 |
| 4 | «Нева»      | 2 | 0 | 0 | 2 | 1-15  | 2 |

### Матчи
- 22.08 «Нева» – «Оккервиль» — 1:4
- 22.08 «Невский» – «Виктория» — 3:5
- 29.08 «Невский» – «Нева» — ?:?
- 29.08 «Оккервиль» – «Виктория» — 6:2
- 05.09 «Виктория» – «Невский» — 4:1
- 05.09 «Нева» – «Оккервиль» — ?:?
- 08.09 «Виктория» – «Нева» — 11:0
- 08.09 «Оккервиль» – «Невский» — 1:1
- 19.09 «Нева» – «Невский» — ?:?
- 19.09 «Виктория» – «Оккервиль» — ?:? (2:2?)[24]
- 26.09 «Виктория» – «Нева» — ?:?
- 26.09 «Невский» – «Оккервиль» — 4:2

### Матч чемпиона со сборной РОФЛ
Так как «Оккервиль» в последнем туре снялся с розыгрыша, то сборная лиги РОФЛ состояла из футболистов «Виктории» и «Невы».
- 10.10 «Невский» – Сборная РОФЛ — 5:2 (1:2)

## Комментарии
1. ↑  Первоначально организация носила название RAFA (Russian Amateur Football Association) — в русской транскрипции именовалась ВОФЛ (Всероссийское общество футболистов-любителей); позднее (к осени 1910) сменила название на AFAR (Amateur Football Association of Russia), что в понятиях того времени сужало круг претензий организации к представительству британского любительского футбола в России (Российское общество футболистов-любителей)[5]
2. ↑  Матч окончился со счётом 7:0 в пользу «Надежды», но, ввиду нарушения последней регламента при проведении этого матча (участие незаявленного игрока Б.ИконниковаI), победа в нём присуждена «Спорту»; при этом в качестве итогового принят действительный счёт матча[11][12].
3. ↑  Матч окончился со счётом 5:1 в пользу «Надежды», но, ввиду нарушения последней регламента при проведении этого матча, победа в нём присуждена «Удельной»; при этом в качестве итогового принят действительный счёт матча[11].

### Периодика
- «Новое время» Санкт-Петербург 1910. Retronews (le site de presse de la BnF) — retronews.fr.
- «Петербургская газета» 1910. РНБ — primo.nlr.ru.
- «Русскiй спортъ» Москва 1910. НЭБ — rusneb.ru.
- «Футбольный архив» Санкт-Петербург № 1 (18), № 2 (19). — 2002.